# Giovanni Battista Chiossi
Giovanni Battista Chiossi (Domodossola, 1863 – Domodossola, marzo 1926) è stato un generale italiano, già distintosi particolarmente come ufficiale d'artiglieria durante il corso della prima guerra mondiale, dove fu decorato con la Croce di Cavaliere e poi di quella di Ufficiale dell'Ordine Militare di Savoia, e di una Medaglia d'argento al valor militare.

## Biografia
Nacque a Domodossola nel 1863, figlio di Giuseppe e di Natalia Silvetti. Compì gli studi classici al Liceo Mellerio Rosmini, e poi iniziò a frequentare la Regia Accademia di Fanteria e Cavalleria di Modena, da cui usci con il grado di sottotenente assegnato all'arma di fanteria. Seguì il corso di perfezionamento presso la Scuola di applicazione d'arma di Parma, insegnò storia dell'arte militare a Modena e fu studioso di Raimondo Montecuccoli. Condusse a termine due missioni diplomatiche con il Sultano di Alia in Somalia e con Enver Bey al campo dei turchi per l'esecuzione degli articoli del Trattato di Losanna (1912). Prese parte alle prime operazioni militari di consolidamento della conquista della Libia, distinguendosi come tenente colonnello del 4º Reggimento alpini, nei combattimenti di Ettangi e Tecniz, venendo decorato con una medaglia d'argento e una di bronzo al valor militare. Tra il 1915 e il 1916 fu servizio in Libia, nel Regio corpo truppe coloniali della Cirenaica, operando nella zona di Cirene. Promosso brigadiere generale, il 9 giugno 1916 sostituì il generale Carlo Bloise al comando della Brigata Sicilia. Il 29 luglio la brigata è posta alla dipendenze della 35ª Divisione, e trasferitasi via ferrovia a Taranto l'8 agosto imbarca i suoi primi reparti per trasferirsi a Salonicco, in Grecia, dove il 18 dello stesso mese riunisce tutti i suoi reparti nella zona di Dzuma ed entra in linea nella zona Sarigol-Argelise-Sarikoj. Rimane al comando della brigata sino al 23 giugno 1917, distinguendosi tra il 5 e il 20 maggio durante la conquista di quota 1050 che gli valse la concessione della Croce di Cavaliere dell'Ordine militare di Savoia. Sostituito dal maggior generale Gennaro Venezia ritornò in Italia. Promosso maggior generale assunse il comando della 22ª Divisione, inquadrata nel XXVII Corpo d'armata allora al comando di Pietro Badoglio. Alla testa della divisione prese parte alla battaglia di Caporetto, alla battaglia del solstizio e alla battaglia di Vittorio Veneto, dove aveva come suo capo di stato maggiore il colonnello Giuseppe Tellera.
Congedatosi nel corso del 1920, decorato con la Croce di Ufficiale dell'Ordine militare di Savoia, fu sindaco di Domodossola fino alla sua morte, avvenuta nel marzo 1926.

## Pubblicazioni
- Raimondo Montecuccoli, Modena, 7 giugno 1903.

### Fonti
1. 1 2 3 4  Preioni Travostino 2005, p. 166.
2. ↑   Annuario militare del Regno d'Italia, 1898,  p. 274. URL consultato il 7 giugno 2021.
3. 1 2 3  Fronte del Piave.
4. ↑   Calendario generale del regno d'Italia, 1920,  p. 65. URL consultato il 7 giugno 2021.
5. 1 2  Sito web del Quirinale: dettaglio decorato.
6. ↑  Gazzetta Ufficiale del Regno d'Italia n.202 del 24 aprile 1914, p.4656.